# Bruno Grimmek

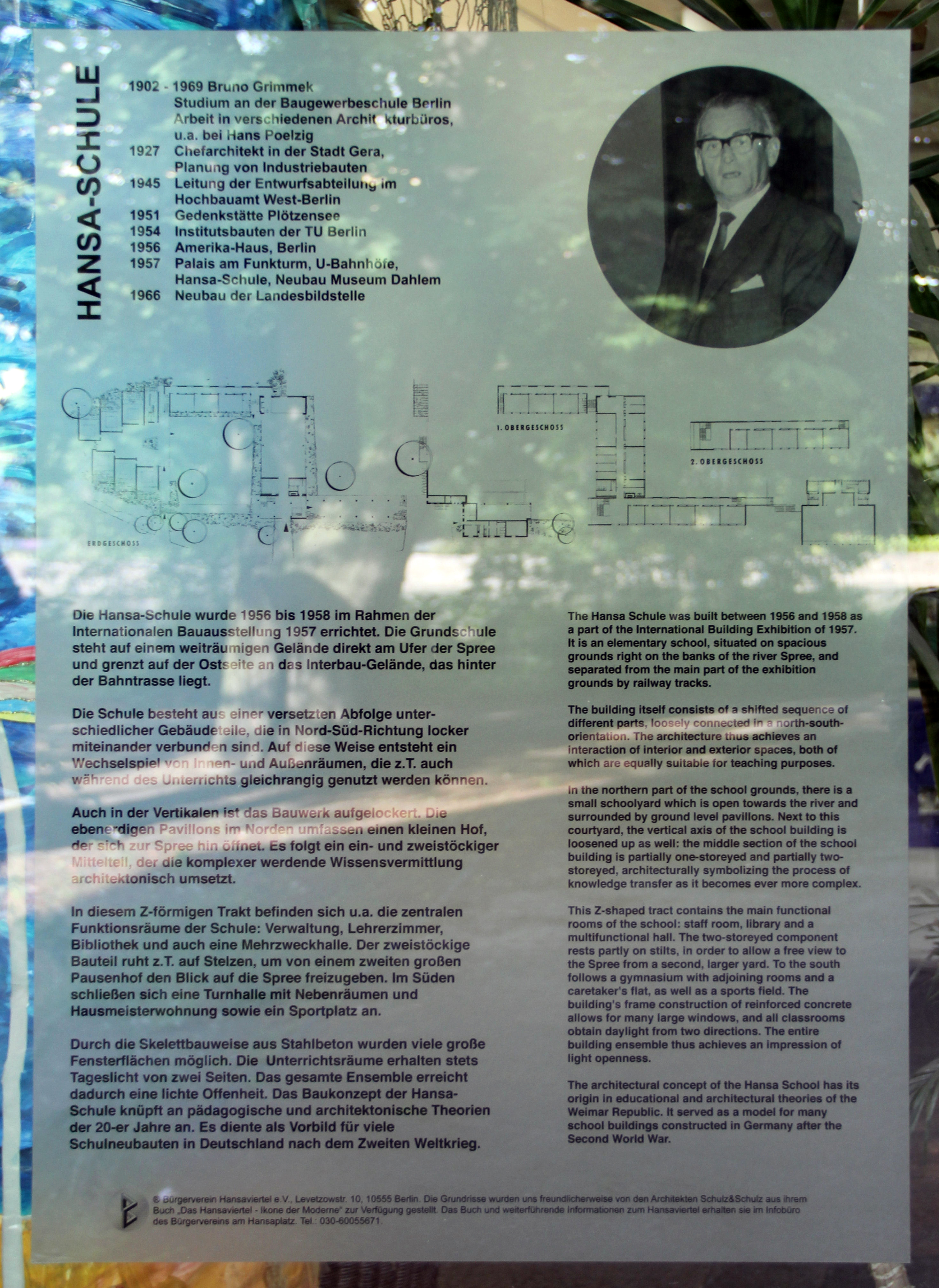
Gedenktafel im Hansaviertel

Erich Wilhelm Bruno Grimmek (* 16. Januar 1902 in Berlin; † 3. Dezember 1969 ebenda) war ein deutscher Architekt. Von 1928 bis zum Eintritt in den Ruhestand 1964 arbeitete er für die Berliner Bauverwaltung.

## Leben
Grimmek studierte nach einer einjährigen Maurerlehre Architektur an der Baugewerbeschule Berlin. Nach dem Studium arbeitete er im Architekturbüro von Hans Poelzig. 1927 ging er nach Gera. In der Zeit des Nationalsozialismus entwarf er unter Leitung des Generalbauinspektors für die Reichshauptstadt Albert Speer Verwaltungsgebäude für Berlin. Nach dem Zweiten Weltkrieg wurde er Leiter der Entwurfsabteilung des Hochbauamtes von West-Berlin. Er entwarf einige Gebäude auf dem Messegelände Berlin und Erweiterungen der Technischen Universität Berlin sowie die Gedenkstätte Plötzensee. Im Auftrag der Bundesanstalt für Arbeit entwarf er die Baupläne für das Arbeitsamt Wedding.
Im Rahmen der Internationalen Bauausstellung 1957 entwarf Grimmek mit Mitteln des Marshallplans das Amerika-Haus in der Hardenbergstraße. Außerdem war er am Bau von zahlreichen U-Bahnhöfen der U-Bahnlinien 3, 6 und 9 beteiligt, die Ende der 1950er Jahre gebaut wurden. Seine Entwürfe setzen stilistisch die Tradition des sachlichen Bauens von Alfred Grenanders U-Bahnhöfen fort.

## Bauten (Auswahl)
- 1950: George-C.-Marshall-Haus auf dem Messegelände Berlin (mit Werner Düttmann) ⊙ [6]
- 1951–1952: Gedenkstätte Plötzensee ⊙
- 1954–1956: Institutsbauten der Technischen Universität Berlin, Fasanenstraße 89–90
- 1955–1962: Neubauten der Königlichen Porzellan-Manufaktur in Berlin
- 1962–1965: Wiederaufbau der Blumengroßmarkthalle in Berlin-Kreuzberg ⊙
- 1956–1957: Amerika-Haus (Berlin) ⊙
- 1957: Palais am Funkturm (mit Werner Düttmann) ⊙
- 1957: Hansa-Grundschule Berlin-Hansaviertel ⊙
- 1960: Otto-Suhr-Institut ⊙
- 1966: Landesbildstelle, Wikingerufer 7 ⊙
- U-Bahnhöfe Alt-Tegel, Borsigwerke, Holzhauser Straße, Otisstraße, Scharnweber Straße, Kurt-Schumacher-Platz, Afrikanische Straße, Alt-Tempelhof, Hansaplatz, Turmstraße, Birkenstraße, Westhafen, Amrumer Straße, Rehberge, Leopoldplatz, Spichernstraße, Zoologischer Garten (U9) und Kurfürstendamm[7] inkl. Zugangsgebäude.

### Galerie

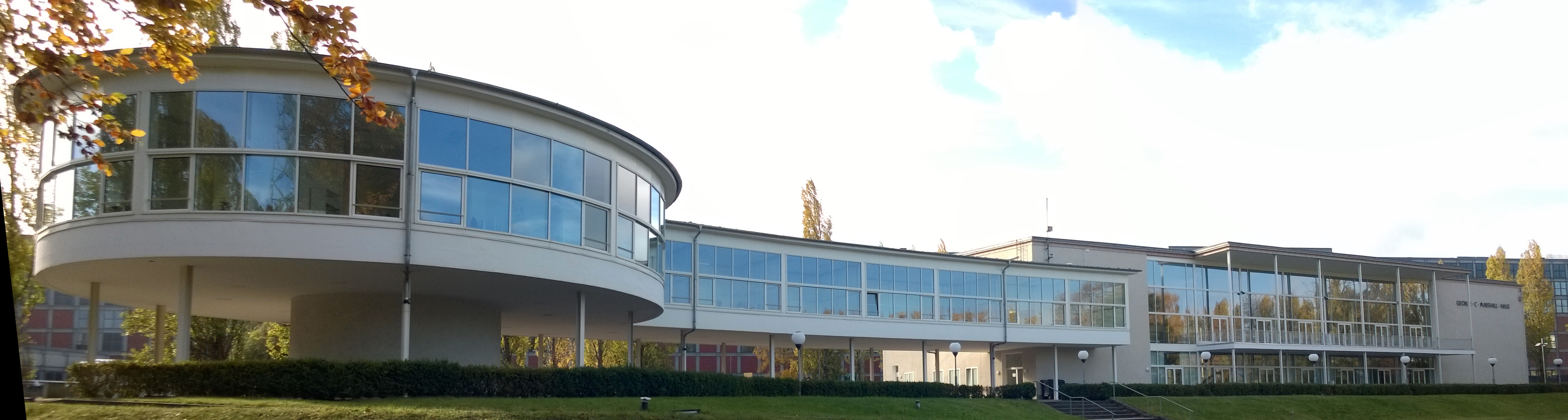
George-C.-Marshall-Haus (1950)
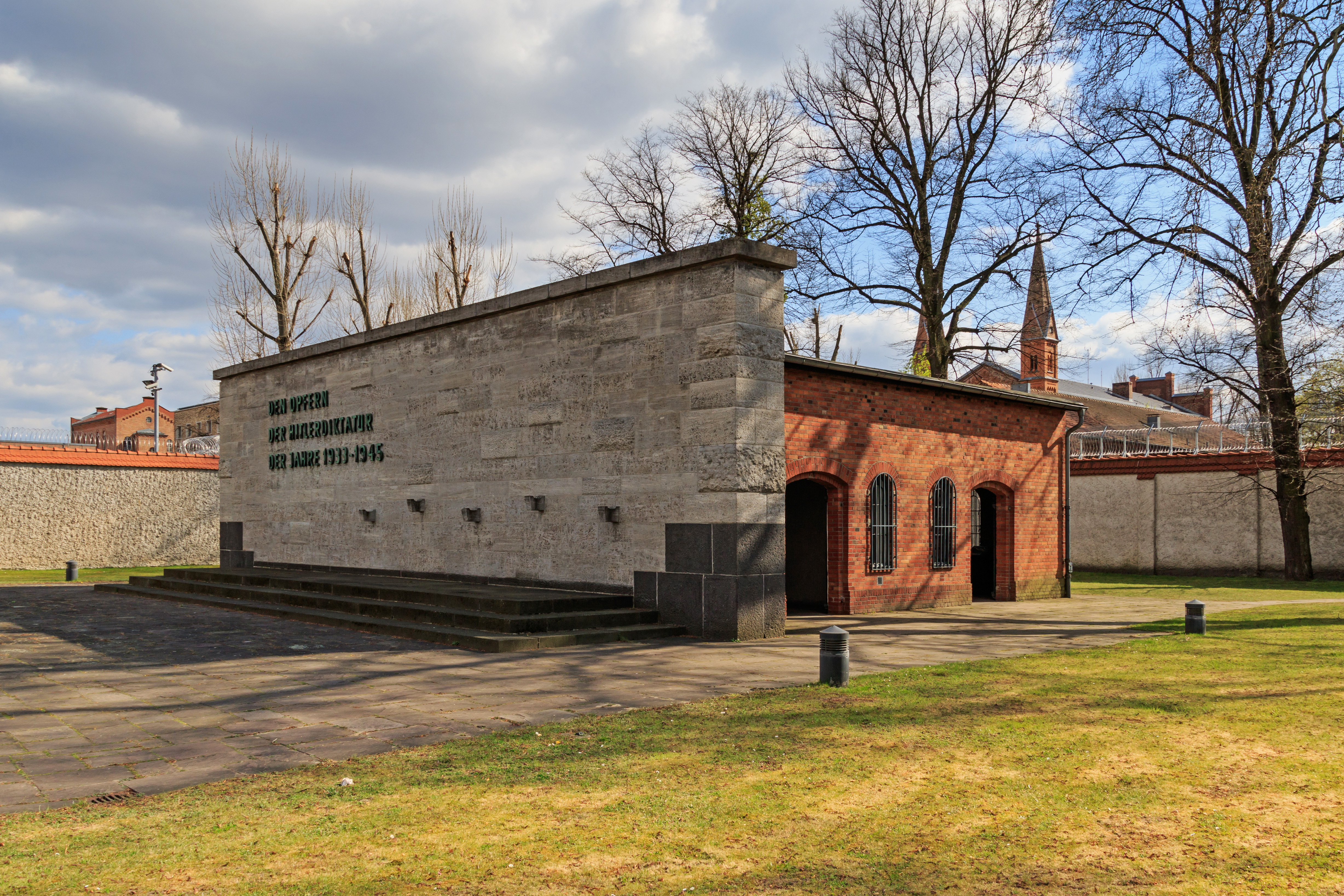
Gedenkstätte Plötzensee (1951–1952)
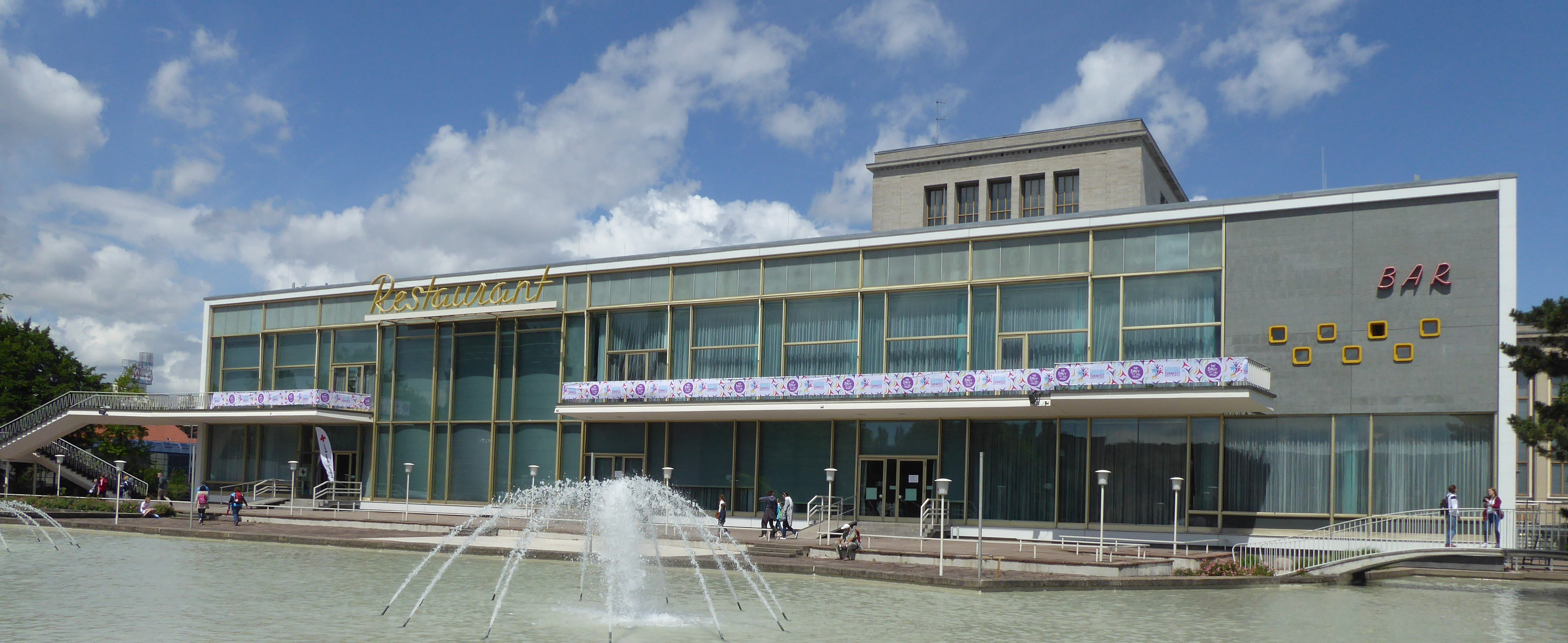
Palais am Funkturm (1957)
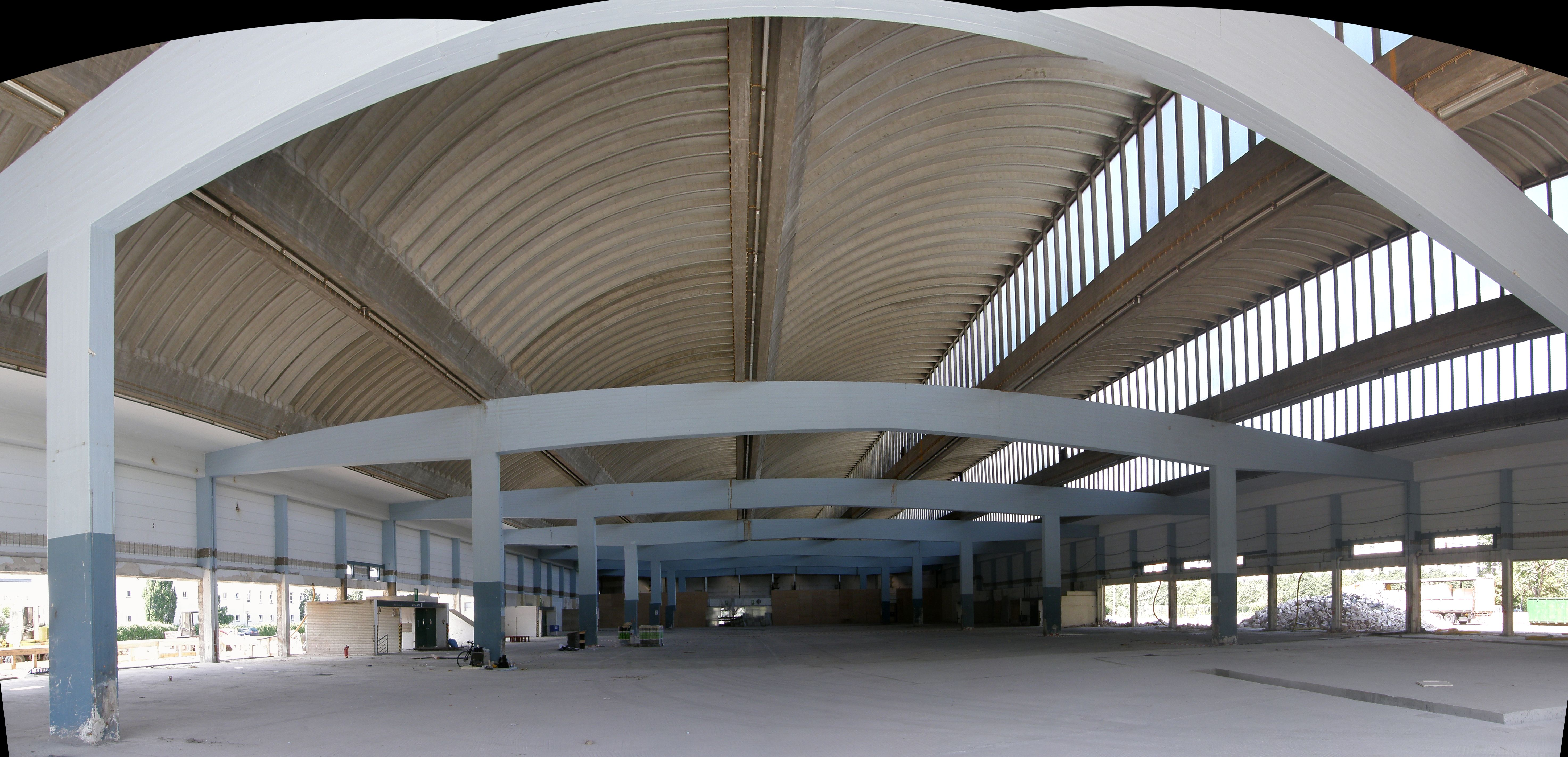
Blumengroßmarkthalle (1962–1965)
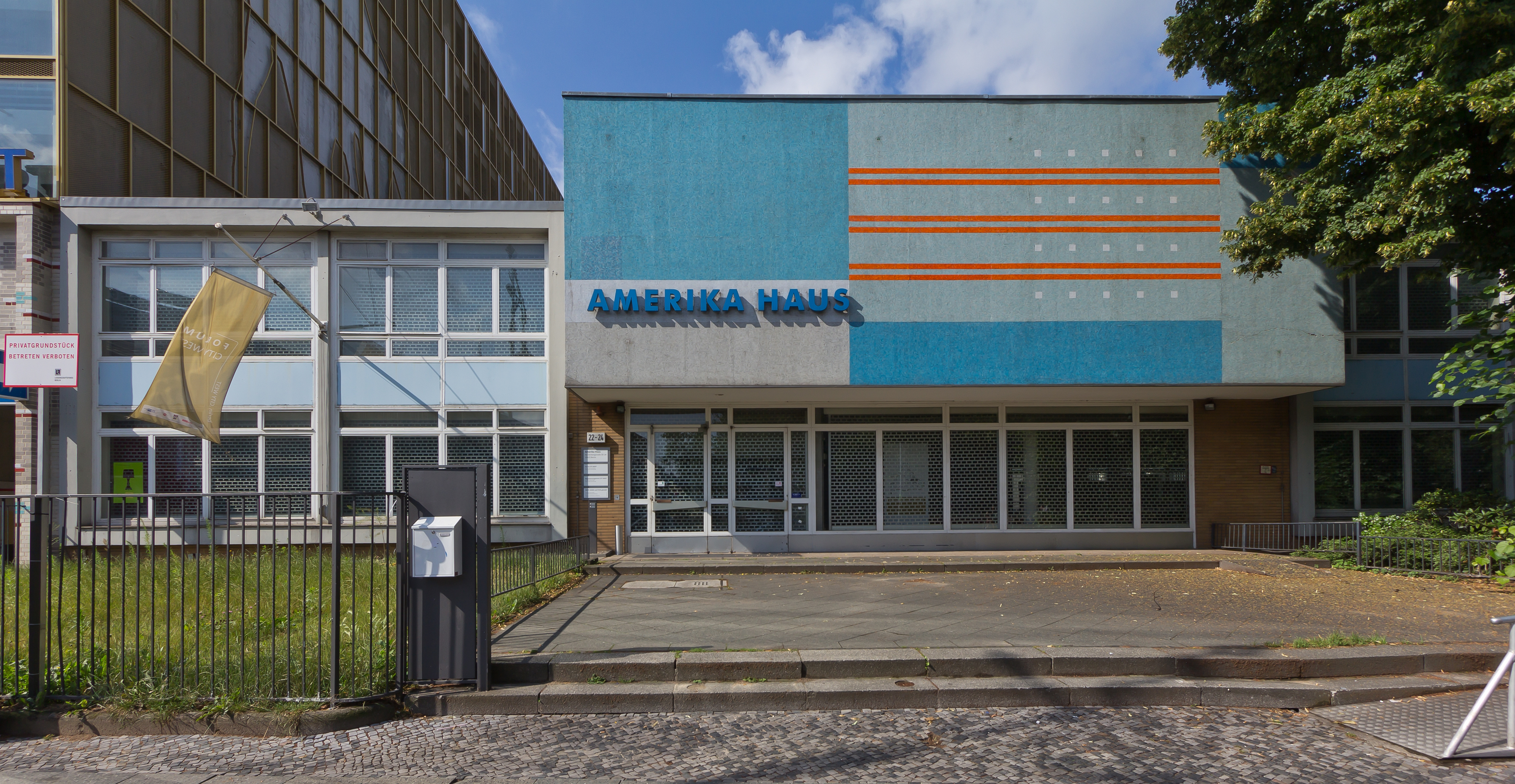
Amerika-Haus (1956–1957)
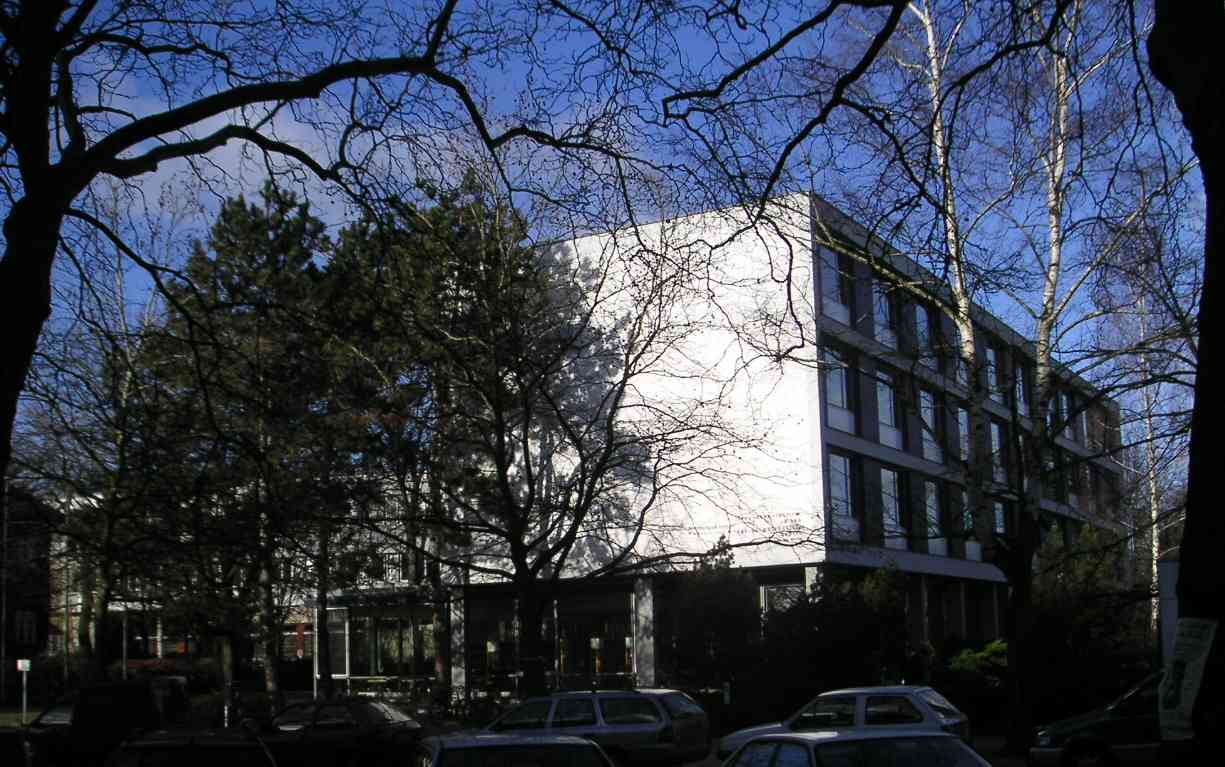
Otto-Suhr-Institut (1960)
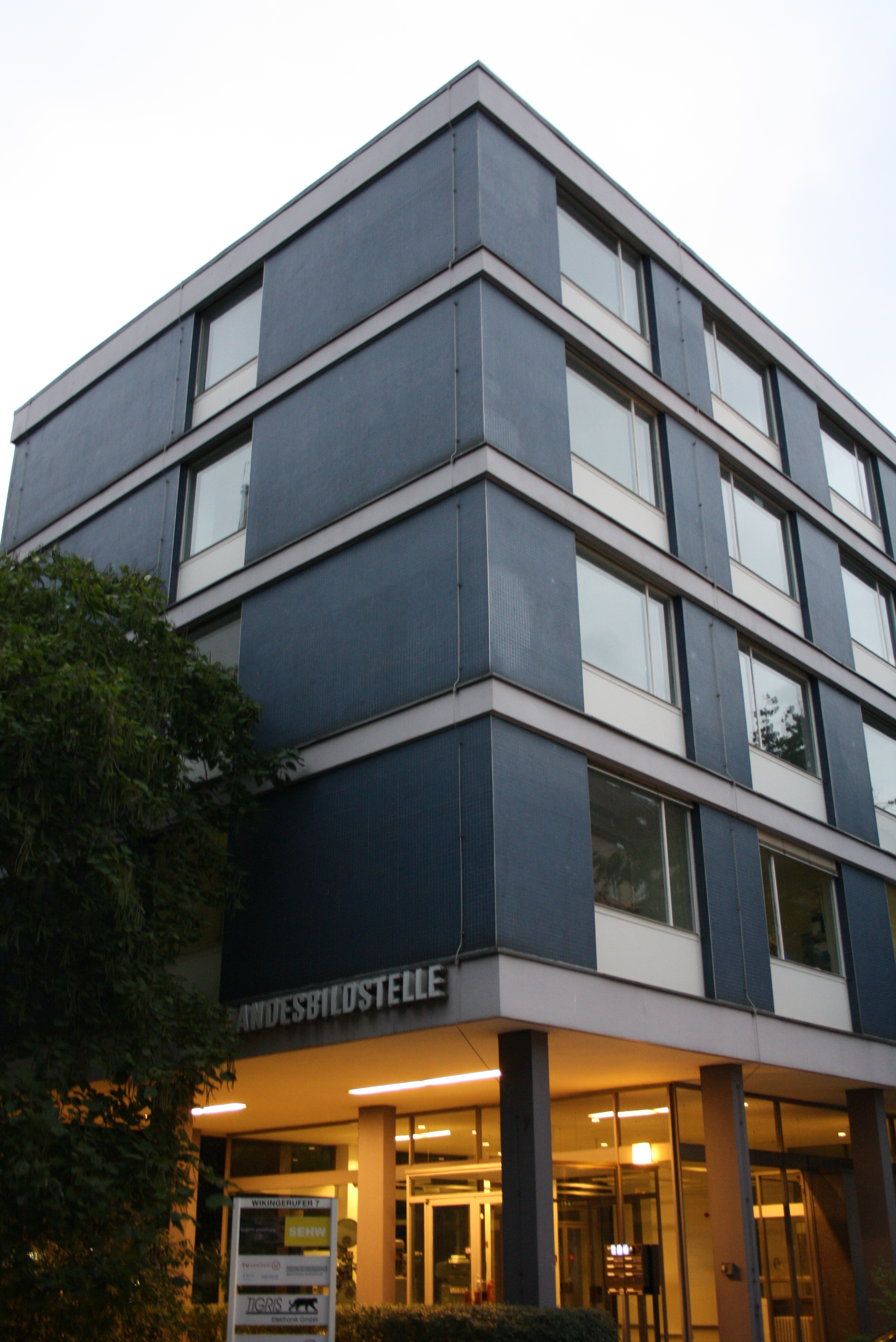
Landesbildstelle (1966)